# Les Révoltés de l'île du Diable
Pour plus de détails, voir Fiche technique et Distribution.
Les Révoltés de l'île du Diable (titre original : Kongen av Bastøy) est un  film norvégien, en coproduction avec la Pologne, la Suède et la France, réalisé par Marius Holst, sorti en 2010 en Norvège et en 2011 en France.

## Synopsis
Hiver 1915. Erling le dur et Ivar le tendre, deux jeunes, arrivent au centre de correction, situé sur une île qui lui est dédiée. Ils vont se trouver confrontés à une direction redoutable et vicieuse.
Le personnage principal est Erling âgé de 17 ans (joué par Benjamin Helstad) envoyé à l'Île du Diable à la fin de l'automne. Il y rencontre notamment Olav (Trond Nilssen), déjà pensionnaire depuis six ans, Ivar (Magnus Langlete), Øystein (Morten Løvstad) et autres jeunes "délinquants" norvégiens. Le lieu est administré d'une main de fer par un directeur autoritaire (Stellan Skarsgård) ; il est secondé par l’impitoyable Brahem (Kristoffer Joner). Sauront-ils résister ? Parviendront-ils à s'enfuir ?

## Contexte historique
Le 20 mai 1915, 30 à 40 garçons de la maison de redressement de Bastøy dans le fjord d'Oslo, s’unissent à quatre copains qui venaient de s’échapper. La bande de garçons, armés de pierres et d'outils agricoles, refuse de travailler, coupe le téléphone, incendie la grange. Le personnel, les enseignants et trois agents de police ne parviennent pas à calmer l’émeute, et sont repoussés vers le quai.
Finalement, plus de cent fusiliers marins armés interviennent appuyés d'un cuirassé, deux hydravions et deux sous-marins de la base navale de Horten.
Plusieurs des garçons échappés dans la forêt se rendent finalement. Selon l’un des enquêteurs arrivés sur place, c’est un stagiaire de 18 ans de Kristiania, qui fut derrière l'agitation. Tout rentrera donc dans l'ordre.
Récit dramatisé des conditions de travail et de vie sur l'Île du Diable, le film illustre la plus grande révolte qui s’y est produite contre la brutalité et l'injustice.

## Fiche technique
- Titre : Les Révoltés de l'île du Diable
- Réalisation : Marius Holst
- Scénario : Dennis Magnusson, Eric Schmid (histoire : Mette M. Bølstad, Lars Saabye Christensen)
- Production : Karin Julsrud, Antoine de Clermont-Tonnerre, Ewa Puszczyńska, Mathilde Dedye, Johannes Øhlund
- Musique : Johan Söderqvist
- Décors : Janusz Sosnowski
- Costumes : Katja Watkins
- Photographie : John Andreas Andersen
- Montage : Michal Leszczylowski
- Budget : 9.5 million $
- Pays d'origine :  Norvège |  Pologne |  Suède |  France
- Genre : drame
- Durée : 115 minutes
- Dates de sortie :
  - 17 décembre 2010  Norvège
  - 23 novembre 2011  France

Tous publics avec avertissement.

## Distribution
- Benjamin Helstad (V. F. : Sandor Funtek) : Erling « C-19 », jeune marin de 17 ans
- Trond Nilssen (V. F. : Juan Llorca) : Olav Fossen « C-1 », le jeune responsable de la section « C »
- Stellan Skarsgård (V. F. : Jean-Yves Chatelais) : Bestyreren, le directeur du centre
- Kristoffer Joner : Bråthen, le surveillant « maître d'internat »
- Magnus Langlete (V. F. : Arnaud Prusak) : Ivar « C-5 »
- Morten Løvstad : Øystein
- Ellen Dorrit Petersen (V. F. : Jeanne Savary) : Astrid, la femme du directeur
- Ragnhild Vannebo (V. F. : Frédérique Cantrel) : La cheffe du comité
- Frank-Thomas Andersen : le garçon de ferme du centre

Source et légende : Version française (V. F.) sur led’AlterEgo (la société de doublage) et selon le carton de doublage.

## Production

### Tournage
Le film a été tourné en Estonie, pendant 54 jours.

## Accueil

### Accueil critique
Sur l'agrégateur américain Rotten Tomatoes, le film récolte 94 % d'opinions favorables pour 48 critiques.
En France, le site Allociné propose une note moyenne de 3,5⁄5 à partir de l'interprétation de critiques provenant de 11 titres de presse.

## Autour du film
- Le titre norvégien original du film, Kongen av Bastøy, signifie « le roi de Bastøy », tel que se qualifie lui-même, vers la fin de l'histoire, le personnage principal Erling, le harponneur rebelle.
- Seuls Stellan Skarsgård (le directeur du centre), Kristoffer Joner (le surveillant) et Ellen Dorrit Petersen (la femme du directeur) sont des comédiens professionnels. Tous les jeunes interprètes du film sont des débutants, dont certains ont vraiment séjourné en prison[2].
- 14 langues différentes étaient parlées sur le plateau.
- Il s'agit du quatrième long-métrage du norvégien Marius Holst.
- Le centre de détention de Bastøy, créé en 1900, est resté dans une discipline très stricte jusqu'en 1953, puis il est transformé en prison en 1970. Cette prison est maintenant un lieu d'expérimentation pour devenir la « première prison écologique au monde ».